# 田中明人
田中 明人（たなか あきと、1960年11月28日 - ）は、藤沢薬品工業、兵庫医療大学（薬学部、創薬化学教授）に所属する創薬化学者。創製した生理活性物資として、FK633（血小板凝集抑制、P2Aで開発中断）、FR122047（選択的COX1阻害剤、胃腸障害の少ない血小板凝集阻害剤として合成されたが、前臨床段階で開発中断）、DCP-LA、HUHS015（PCA-1阻害薬）などがある。また、開発に関与した医薬品としてロミデプシン（romidepsin)があるが、当該医薬品の創製には貢献していない。ハーバード大学留学時代S.L.Schreiber教授に触発され、アフィニティ樹脂に関する基礎検討を行い、化学的に安定で非特異的タンパク質吸着の少ない樹脂を開発している。また、兵庫医療大学転出後は、製薬企業と協力し開発薬などのターゲット探索およびメカニズム解明をアフィニティ樹脂技術を活用し貢献している。